# La canción de amor
La canción de amor o Cántico de amor (título original Canto d'amore), firmada en 1914, es un cuadro del pintor metafísico italiano Giorgio de Chirico. Se trata de un óleo sobre lienzo  (73 cm x 59,1 cm) expuesto en el Museo de Arte Moderno de Nueva York.
Es una de las obras más famosas de De Chirico y un ejemplo temprano del estilo surrealista, aunque fue pintada diez años antes que el citado movimiento fuera fundado oficialmente por André Breton en 1924. 
La obra muestra un entorno arquitectónico exterior similar a los existentes en otras obras de De Chirico de esta época. Sin embargo esta vez, el foco principal es un pequeño muro sobre el cual se encuentra ubicada una escultura de una cabeza griega en yeso del Apolo de Belvedere y el guante rojo de un cirujano. Debajo de la misma se ubica una bola verde. En el horizonte se observa el perfil de una locomotora, una imagen que se presenta con frecuencia durante este período de la trayectoria de De Chirico.
El cuadro condice con la producción de De Chirico, y es sin lugar a dudas el más surrealistas de cuantos pintó. No en vano fue clave para que René Magritte adoptara este estilo pictórico, luego de haber visto este cuadro de De Chirico.